# Brother, Can You Spare a Dime? (canción)
«Brother, Can You Spare a Dime» es una de las canciones estadounidenses más populares acerca de la Gran Depresión. Escrita por el letrista Yip Harburg y el compositor Jay Gorney, formó parte de la obra musical Americana de 1932; la melodía se basa en una canción de cuna ruso-judía. Cuenta la historia del hombre universal, cuyo honesto trabajo para alcanzar el sueño americano se ve frustrado por el colapso económico. Inusual para una canción de Broadway, fue compuesta en su mayor parte en tono menor.
La canción se hizo más conocida gracias a las grabaciones de Bing Crosby y Rudy Vallée que se publicaron a finales de 1932. Recibió críticas positivas y fue una de las composiciones más populares de ese año. Al ser una de las pocas canciones famosas de la época que hablaba de los aspectos más oscuros del colapso económico, llegó a considerarse un himno de la Gran Depresión.